# M'hamed Issiakhem
M'hamed Issiakhem (Tizi Ouzou, 17 giugno 1928 – Algeri, 1º dicembre 1985) è stato un pittore algerino, considerato uno dei fondatori della moderna pittura 
algerina.

## Biografia

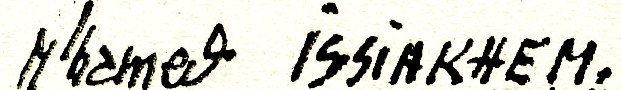
Firma

M'hamed Issiakhem (in Lingua cabila: Muḥand Isyaxem), nacque in Algeria. Nel 1931 la sua famiglia si trasferì a Relizane, dove il pittore trascorse la maggior parte della sua infanzia. Tra il 1947 e il 1951, fu nella Società studentesca di Belle Arti presso la Scuola di Belle Arti di Algeri e segì i corsi del miniaturista Omar Racim. Tra il 1953 e il 1958, frequentò quindi l'École des beaux-arts di Parigi. Nel 1958, Issiakhem lasciò la Francia e poi si recò in Germania dell'Est dove si stabilì fino all'indipendenza algerina. 

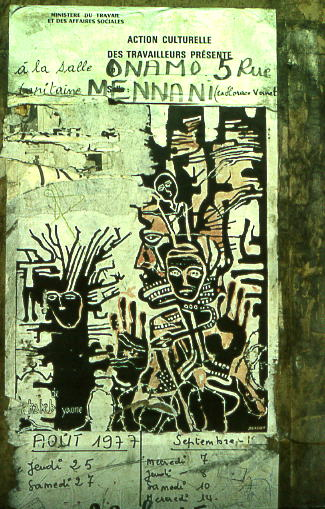

Nel 1962, Issiakhem tornò in Algeria, dove fu fumettista del quotidiano Alger Republicain. Nel 1963 fu uno dei membri fondatori della National Union of Plastic Arts e, dal 1964 al 1966, fu direttore del laboratorio di pittura presso la Scuola di Belle Arti di Algeri, annoverando tra i suoi allievi Ksenia Milicevic, allora direttore dell'Ecole des Beaux-Arts di Oran. Dal 1965 al 1982 creò modelli delle banconote algerine e molti francobolli algerini. Ha viaggiato in Vietnam nel 1972 e nel 1973 ricevette una medaglia d'oro alla Fiera Internazionale di Algeri per il suo lavoro presso lo stand del Ministero del lavoro e degli affari sociali.  
Dal 1973 al 1978, Issiakhem tornò alle caricature. Nel 1977 diresse la realizzazione di un affresco all'Aeroporto di Algeri. Il Ministero del lavoro e degli affari sociali pubblicò in quel tempo un opuscolo ad Algeri del quale Kateb Yacine, celebre scrittore algerino, scrisse la prefazione con il titolo "La lince di Issiakhem Eyes and Americans, trentacinque anni di inferno di pittore". Issiakhem ricevette nel 1980 il primo Leone d'oro di Roma dell'UNESCO per l'arte africana. Morì nel 1985 dopo una lunga malattia.